# Ognjica
Ognjica (snjeguljak, ognjevinac, lat. Iberis) rod jednogodišnih ili trajnih zelenih biljaka grmova porodice krstašica (Cruciferae). Rod obuhvaća približno dvadesetak vrsta koje se većinom nalaze u Mediteranu. 
U Hrvatskoj raste nekoliko vrsta vazdazelena ognjica Iberis sempervirens, štitasta ognjica (Iberis umbellata), perasta ognjica (Iberis pinnata), ognjica gorka (Iberis amara), točilarska ognjica (Iberis pruitii), kamenjarska ognjica (Iberis saxatilis), i uskolisna ognjica (Iberis linifolia), biljka koja možer služiti za fitoremedijaciju tla onečišćenog talijem.

## Vrste
1. Iberis amara L.
2. Iberis atlantica (Litard. & Maire) Greuter & Burdet
3. Iberis aurosica Chaix
4. Iberis balansae Jord.
5. Iberis bernardiana Gren. & Godr.
6. Iberis carica Bornm.
7. Iberis carnosa Willd.
8. Iberis ciliata All.
9. Iberis contracta Pers.
10. Iberis epirota Halácsy
11. Iberis fontqueri Pau
12. Iberis gibraltarica L.
13. Iberis grosii Pau
14. Iberis gypsicola Yild.
15. Iberis halophila Vural & H.Duman
16. Iberis linifolia L.
17. Iberis nazarita Moreno
18. Iberis odorata L.
19. Iberis pectinata Boiss. & Reut.
20. Iberis peyerimhoffii Maire
21. Iberis pinnata L.
22. Iberis procumbens Lange
23. Iberis runemarkii Greuter & Burdet
24. Iberis saxatilis L.
25. Iberis semperflorens L.
26. Iberis sempervirens L.
27. Iberis simplex DC.
28. Iberis spathulata DC.
29. Iberis umbellata L.